# Teófilo Diek
Teófilo Antonio Diek Andon (ur. 13 grudnia 1987) – dominikański judoka. Olimpijczyk z Pekinu 2008, gdzie zajął 21. miejsce w wadze półciężkiej.
Uczestnik mistrzostw świata w 2005 i 2007. Startował w Pucharze Świata w 2008. Brązowy medalista igrzysk panamerykańskich w 2007. Wicemistrz igrzysk Ameryki Środkowej i Karaibów w 2006. Zdobył trzy medale na mistrzostwach panamerykańskich w latach 2005 - 2007.

## Letnie Igrzyska Olimpijskie 2008
| Konkurencja | Eliminacje           | Klas. końcowa |
| Konkurencja | Przeciwnik I         | Miejsce       |
| ----------- | -------------------- | ------------- |
| 100 kg      | Keith Morgan (CAN) P | 21.           |